# Teater 9
Teater 9 var en fri teatergrupp i Stockholm, verksam 1969–1991 med sitt ursprung i Stockholms studentteater. Namnet kommer från adressen på teaterns första fasta scen, Regeringsgatan 9 i Stockholm. Teaterns grundare och konstnärliga ledare var Stefan Johansson, tillika ofta regissör.
Teater 9 präglades av stor experimentlusta och hade en repertoar som skilde sig markant från övriga fria gruppers. Gruppen kritiserade och granskade dock, som de flesta fria grupperna, det samtida samhället från ett vänsterperspektiv. Bland titlarna var: En optimistisk tragedi, Kunskap till döds, "Den fjättrade Prometevs", Ett drömspel. Och "Ett spel mot en blå tapet", "Regeln och undantaget" m.fl. Och den berömda, men totalt misslyckade "Rosornas Krig", som aldrig gick till premiär. 
Med "Kunskap till döds" inleddes teaterns internationella kontakter med festivaldeltagande i Wrocław i Polen och Caracas i Venezuela. 
Ett drömspel spelades 100 gånger på teatern vid S:t Eriksplan och dessutom på turné i Tyskland, Schweiz och Italien.
Teater 9 upprättade också ett internationellt nätverk för experimentteatrar, IFIT, International Federation of Independent Theatres med bland andra Comuna Baires, ursprungligen från Argentina men verksamma i Italien, Teatr 77 från Łódź i Polen och Divadlo na Provazku från Brno i dåvarande Tjeckoslovakien. 
Dessa teatrar genomförde tillsammans flera uppmärksammade projekt i respektive länder, där Korsväg kom att bli det mest uppmärksammade samarbetet och uppfört i flera europeiska länder.
Teatern hade under många år ett nära samarbete med Izzy Young och Folklore Center.

## Personer som verkat en längre tid på Teater 9
- Rebecca Alfons
- Mikael Alsberg
- Maria Bandobranski (1984- 1992)
- Bengt Carlsson
- Bo Dahlberg
- Karin Enberg
- Lena Fagerström
- Gunilla Fischer
- Svante Grundberg
- Stefan Hallin
- Karin Helander
- Stefan Johansson
- Ray Jones (från Australien)
- Björn Krestesen
- Jan Lundberg
- Lena Rasmussen
- Berndt Taengh
- Anders Öhrn